# Cadacross
Cadacross est un groupe de power death metal finlandais originaire de Hämeenlinna. Formé en 1997, le groupe compte deux albums studio — So Pale Is the Light (2001) et Corona Borealis (2002) — avant de se séparer en 2006.

## Biographie
Cadacross est formé en 1997, et comprend initialement le guitariste Georg Laakso, le batteur Janne Salo, le bassiste Jarkko Lemmetty et le guitariste Tommi Saari. Cette même année, le groupe enregistre une démo, intitulée Power of the Night, suivie l'année suivante, en 1998, d'une deuxième démo, Bloody War. Les membres, insatisfaits de ces enregistrements, effectuent une refonte du groupe et revoient leur style musical. En 1999, Georg Laasko se joint à Turisas ; ce dernier revient dans le groupe la même année lorsque Cadacross opte pour une approche plus metal mélodique après avoir recruté le claviériste Mathias Nygård. Avec cette formation, le groupe enregistre plusieurs chansons pour un premier album studio. 
En 2000, le groupe recrute le chanteur du groupe Svartmoor, Sami Aarnio. Le guitariste Tommi Saari quitte peu après le groupe, et est remplacé par Tino Aloha de Turisas. Mais Nygård quitte également le groupe, et est remplacé par Olli Laitola aux claviers. Cadacross signe au label Low Frequency Records en janvier 2001, et publie cette même année, son premier album studio, So Pale Is the Light. L'album comprend sept chansons, est accueilli favorablement par la presse spécialisée,. 
En juin 2001, le batteur Janne Salo quitte le groupe, et est remplacé par Kimmo Miettinen (a.k.a. Mor Vethor) d'Arthemesia, Ensiferum, et Dark Reflection. Laitala part ensuite et est remplacé par Antti Ventola aux claviers. Cadacross enregistre et publie son deuxième album, The Northern Crown, en 2002 au label Low Frequency Records. Ils recrutent ensuite le second chanteur Jukka Salo et le bassiste Jukka-Pekka Miettinen (a.k.a. Mor Voryon). Le groupe entre aux Steeltrack Studios d'Hämeenlinna en mai 2004 pour préparer son troisième opus.
Le 28 octobre 2005, Georg Laakso, alors leader de Cadacross et guitariste de Turisas, est gravement blessé à la moelle épinière à la suite d'un accident de voiture, ce qui met fin à sa carrière de musicien. Le groupe se sépare peu après. La même année, Tino Ahola forme un nouveau groupe de power metal appelé Timekeeper.

## Membres

### Derniers membres
- Georg Laakso - guitare, chant (1997-2006)
- Tino Ahola - guitare (2000-2006)
- Sami Aarnio - chant (2000-2006)
- Kimmo Miettinen - batterie (2001-2006)
- Antti Ventola - claviers (2001-2006)
- Nina Laakso - chant (2001-2006)

### Anciens membres
- Tommi Saari - guitare
- Jarkko Lemmetty - basse
- Mathias Nygård - claviers
- Janne Salo - batterie
- Jukka-Pekka Miettinen - basse

## Discographie

### Albums studio
- 2001 : So Pale Is the Light
- 2002 : Corona Borealis

### Démos
- 1997 : Power of the Night
- 1998 : Bloody Way